# HD 24496 A b
HD 24496 A b (HIP 18267 A b) — экзопланета в двойной системе HD 24496, вращающаяся вокруг жёлтого карлика HD 24496 A. Находится на расстоянии приблизительно 160 световых лет от Солнца в созвездии Тельца. Расстояние до её звезды оценивается равным 1,81 а. е. в перицентре и 3,37 а. е. в апоцентре.